# Gregory Beecroft
Gregory Beecroft (* 9. Mai 1952 in Corpus Christi, Texas) ist ein US-amerikanischer Schauspieler.
Er gab 1981 sein Fernsehdebüt in der Seifenoper Springfield Story. Dort spielte er bis 1985 die Rolle des Tony Reardon. 1987 hatte er einen Auftritt im Film Hot Shot – Der Weg zum Sieg. Außerdem trat Beecroft als Gaststar in Raumschiff Enterprise: Das nächste Jahrhundert und Hunter auf.
Sein Bruder ist der Schauspieler David Beecroft.